# ألين في. إيفانز
ألين في. إيفانز هو سياسي أمريكي، ولد في 11 يوليو 1939 في هاريسونبورغ في الولايات المتحدة. نشط حزبياً في الحزب الجمهوري. وقد انتخب عضو مجلس مندوبي فرجينيا الغربية ‏.